# 望月嶺臣
望月 嶺臣（もちづき れお、1995年1月18日 - ）は、滋賀県蒲生郡竜王町出身の元サッカー選手。ポジションは、ミッドフィールダー。サッカー選手の望月聖矢は実兄。

## 来歴
ジュニアユースクラブのセゾンFC所属時からJFAエリートプログラム (U-14) トレーニングキャンプに招集されるなど、早くから注目を集める。滋賀県立野洲高等学校へ進学後もU-17日本代表で背番号10を背負い、AFC U-16選手権・U-17ワールドカップに出場、U-17W杯では3試合に出場、チームのベスト8進出に貢献した。
「次世代の司令塔」として名古屋グランパスやセレッソ大阪が獲得を検討する中、2012年9月に名古屋への入団が内定、翌2013年シーズンから名古屋へ入団。年代別代表には招集されるものの名古屋では加入初年度はカップ戦1試合の出場のみでベンチ入りすらままならず、翌年以降もJリーグ・アンダー22選抜で試合経験は積むものの、クラブではベンチ入りとベンチ外を繰り返す日々を過ごした。
2016年、レノファ山口FCへの期限付き移籍が発表された。
2017年に京都サンガF.C.へ完全移籍により加入すると発表された。加入1年目は19試合に出場したが、2年目は8試合に留まった。2019年は公式戦出場がなく、11月25日契約満了で退団する旨が発表された。
2020年1月14日、JFL・ヴィアティン三重へ加入するも、わずか1年で退団となり、2021年4月2日に現役引退を発表した。

## 所属クラブ
ユース経歴
- セゾンFC
- 滋賀県立野洲高等学校

プロ経歴
- 2013年 - 2016年  名古屋グランパス
  - 2014年 - 2015年  Jリーグ・アンダー22選抜
  - 2016年  レノファ山口FC (期限付き移籍)
- 2017年 - 2019年  京都サンガF.C.
- 2020年  ヴィアティン三重

## 個人成績
| 国内大会個人成績 | 国内大会個人成績 | 国内大会個人成績 | 国内大会個人成績 | 国内大会個人成績 | 国内大会個人成績 | 国内大会個人成績 | 国内大会個人成績 | 国内大会個人成績 | 国内大会個人成績 | 国内大会個人成績 | 国内大会個人成績 |
| 年度             | クラブ           | 背番号           | リーグ           | リーグ戦         | リーグ戦         | リーグ杯         | リーグ杯         | オープン杯       | オープン杯       | 期間通算         | 期間通算         |
| 年度             | クラブ           | 背番号           | リーグ           | 出場             | 得点             | 出場             | 得点             | 出場             | 得点             | 出場             | 得点             |
| 日本             | 日本             | 日本             | 日本             | リーグ戦         | リーグ戦         | リーグ杯         | リーグ杯         | 天皇杯           | 天皇杯           | 期間通算         | 期間通算         |
| ---------------- | ---------------- | ---------------- | ---------------- | ---------------- | ---------------- | ---------------- | ---------------- | ---------------- | ---------------- | ---------------- | ---------------- |
| 2013             | 名古屋           | 25               | J1               | 0                | 0                | 1                | 0                | 0                | 0                | 1                | 0                |
| 2014             | 名古屋           | 25               | J1               | 3                | 0                | 0                | 0                | 2                | 0                | 5                | 0                |
| 2015             | 名古屋           | 25               | J1               | 3                | 0                | 3                | 0                | 1                | 0                | 7                | 0                |
| 2016             | 山口             | 6                | J2               | 10               | 1                | -                | -                | 1                | 0                | 11               | 1                |
| 2017             | 京都             | 18               | J2               | 19               | 1                | -                | -                | 0                | 0                | 19               | 1                |
| 2018             | 京都             | 18               | J2               | 8                | 0                | -                | -                | 1                | 0                | 9                | 0                |
| 2019             | 京都             | 18               | J2               | 0                | 0                | -                | -                | 0                | 0                | 0                | 0                |
| 2020             | 三重             | 25               | JFL              | 10               | 1                | -                | -                | -                | -                | 10               | 1                |
| 通算             | 日本             | 日本             | J1               | 6                | 0                | 4                | 0                | 3                | 0                | 13               | 0                |
| 通算             | 日本             | 日本             | J2               | 37               | 2                | -                | -                | 2                | 0                | 39               | 2                |
| 通算             | 日本             | 日本             | JFL              | 10               | 1                | -                | -                | -                | -                | 10               | 1                |
| 総通算           | 総通算           | 総通算           | 総通算           | 53               | 3                | 4                | 0                | 5                | 0                | 62               | 3                |

その他の公式戦
| 2014   | J-22   | -      | J3     | 1  | 0 | 1  | 0 |
| 2015   | J-22   | -      | J3     | 12 | 0 | 12 | 0 |
| 通算   | 日本   | 日本   | J3     | 13 | 0 | 13 | 0 |
| 総通算 | 総通算 | 総通算 | 総通算 | 13 | 0 | 13 | 0 |

- 公式戦初出場 - 2013年9月24日 ヤマザキナビスコカップ予選Bグループ第5節 鹿島アントラーズ戦（カシマ）
- Jリーグ（リーグ戦）初出場 - 2014年3月23日 J1第4節 ヴィッセル神戸戦（瑞穂陸）
- Jリーグ初得点 - 2016年10月16日 J2第36節 徳島ヴォルティス戦（維新公園）

## 代表歴
- U-16/U-17日本代表
  - AFC U-16選手権2010
  - 2011 FIFA U-17ワールドカップ - 3試合0得点
- U-18/19/20日本代表
  - AFC U-19選手権2014 (予選)